# 刘大钧 (小麦遗传育种学家)
刘大钧（1926年7月2日—2016年8月22日），男，江苏常州人，中华人民共和国小麦遗传育种学家，中国工程院院士。

## 生平
刘大钧生於常州武进县庙西巷20号，家族为常州的世家大族。父亲刘介堂是位工程师。刘大钧自幼随祖父学习，5岁进武进县织机坊小学学习，四年级以后转到武进县立武阳小学学习。抗日战争爆发后，1937年9月，武阳小学遭日军飞机轰炸，被迫关闭，刘大钧辍学。为躲避战火，刘大钧全家离开常州，辗转武汉、广州、香港等地，其间家中还曾和父亲刘介堂失联，直至1938年春，全家才在上海法租界重聚，之后刘大钧进入上海私立齐鲁小学求学，并在毕业後进入上海国立晓光中学读初一。1941年12月太平洋战争爆发後，日军侵入上海租界，国立晓光中学解散，刘大钧辍学。全家迁居南京。1942年2月，进入国立南京模范中学读初三并于7月毕业。9月，考入汪精卫政权的国立中央大学附属实验高中就读。
1944年，在汪精卫政权的国立中央大学学习艺术一年后，刘大钧弃艺从农。1945年抗日战争胜利後，刘大钧被分配至国立英士大学。不久，回南京考入金陵大学农学院念书，师从靳自重、王绶、章锡昌等教授。1949年，刘大钧自金陵大学农艺系毕业，留校任农艺系主任靳自重的助教。1950年成为中国新民主主义青年团团员。1955年，经罗春梅、王泰伦两位老师介绍，成为中国共产党预备党员。1955年9月，被选派赴苏联留学，赴莫斯科季米里亚捷夫农学院念书。1956年转为研究生，学习小麦遗传育种，同时转为中国共产党正式党员。1959年获莫斯科季米里亚捷夫农学院生物科技副博士学位。
1960年回国以后，刘大钧一直在南京农学院（1984年改名南京农业大学）任职。1964年2月，经金善宝推动，中国农业科学院、南京农学院共同领导的小麦品种研究室成立，主任为金善宝，遗传组组长为刘大钧。1964年9月，中共中央、国务院发出《关于组织高等学校文科师生参加社会主义教育运动的通知》，1965年2月又发出《关于组织高等学校理、工科师生参加社会主义教育运动的通知》，刘大钧随南京农学院干部、教师到江苏省盐城地区大丰县参加首批农村社会主义教育运动，对小麦辐射育种的研究中断。1965年7月，刘大钧刚刚自盐城回到南京农学院，又下放到江浦农场劳动。当时小麦品种研究室也迁至江浦农场，刘大钧等人继续从事辐射育种研究。文革爆发後，1966年6月起，南京农学院停止教学。1966年8月，在江浦农场参加半农半读的学生“杀回卫岗炮轰院党委”，刘大钧遂把小麦辐射育种研究改在卫岗校区进行。1966年10月后，中国掀起“批判资产阶级反动路线”运动，南京农学院领导遭到迫害，刘大钧也被一般性批判为“苏联修正主义者”。但刘大钧一直坚持科研，研制出的高产小麦新种“宁麦3号”在1975年定名。
1981年，当选中国遗传学会副理事长。1981年5月到1991年11月，先后担任南京农学院农学系主任，南京农学院副院长、院长，南京农业大学校长，1991年11月卸任校长职务。1999年，当选为中国工程院院士。
2016年8月22日，在江苏南京病逝，享年91岁。

## 社会兼职
曾兼任国务院学位委员会第二、三届学科评议组副组长，中华人民共和国农业部第一、二届科学技术委员会常务委员，中国遗传学会副理事长，江苏省遗传学会和生物技术协会理事长等职务。

## 学术贡献
刘大钧一生中有60多年研究小麦遗传育种，主要学术成就在发掘外源优异基因及创新种质。小麦新种“宁麦3号”便是由刘大钧用辐射育种选育。他还率先结合细胞遗传学、分子生物学，在国际上首次发现簇毛麦、鹅观草等分别高抗小麦白粉病和赤霉病，并将其抗性基因成功转移进栽培小麦，育成一大批优异抗性种质，其中小麦—簇毛麦6VS/6AL易位系所携抗白粉病基因，经国际小麦基因命名委员会正式定名为Pm21。刘大钧所建立的染色体分带、荧光原位杂交、非整倍体分析与分子标记相结合精确鉴定栽培小麦中外源染色质的技术体系，达国际先进水平；在中国率先开展小麦抗病基因的MAS育种工作，与其他科研院所合作育成小麦新品种。

## 奖项和荣誉
刘大钧率领的团队获美国麦氏基金先后连续三期资助，其成果分获国家科学技术进步奖二等奖，国家技术发明奖二、三等奖，省部级科学技术进步奖一、二等奖等，并于2000年获得何梁何利基金科学与技术进步奖。